# Injecció indirecta

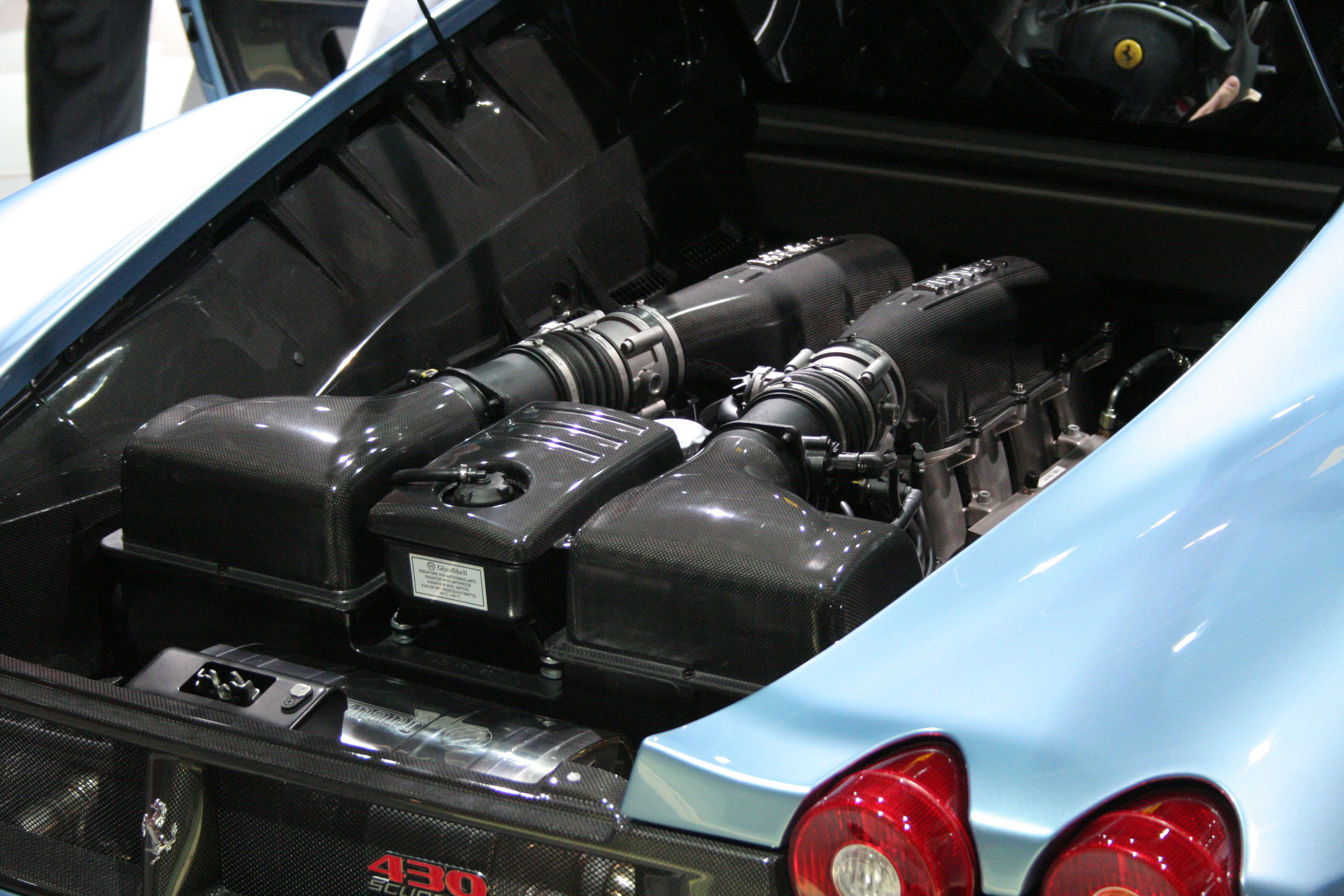
Motor del Ferrari F430 Scuderia.

En els motors de gasolina o dièsel d' injecció indirecta  el combustible s'introdueix fora de la cambra de combustió. En els motors de gasolina, el carburant injectat al col·lector d'admissió, on s'inicia la barreja aire-combustible abans d'entrar al cilindre. En els dièsel d'injecció indirecta, el gasoil s'injecta en una  precámara , ubicada a la  culata  i connectada amb la càmera principal de combustió dins del cilindre mitjançant un orifici de petita secció. Part del combustible es crema en la precámara, augmentant la pressió i enviant la resta del combustible no cremat a la cambra principal, on es troba amb l'aire necessari per completar la combustió.